# Sandro Raniere
Sandro Raniere Guimarães Cordeiro, kurz Sandro, (* 15. März 1989 in Riachinho, Minas Gerais) ist ein ehemaliger brasilianischer Fußballspieler.

## Karriere

### Verein
Sandro kommt aus der Jugendakademie des SC Internacional, bei dem er mit 18 Jahren im Jahr 2007 einen Profivertrag unterschrieb. Er wurde als defensiver Mittelfeldspieler ausgebildet, der auch in der Offensive regelmäßig Akzente setzt.
Schnell wurden große Vereine in Europa auf ihn aufmerksam. Ende August 2009 bot Tottenham Hotspur eine Summe von 14 Millionen Pfund. Allerdings lehnte der Präsident Vitório Piffero das Angebot vorerst ab. Doch am 20. Oktober einigten sich beide Vereine dahin, dass Tottenham eine Option auf jeden brasilianischen Jugendspieler habe. Nach dieser Einigung kamen Gerüchte auf, dass der Deal so gut wie perfekt sei und Sandro würde höchstwahrscheinlich zur Wintertransferperiode im Januar wechseln. Daraufhin gab der Trainer von Tottenham Harry Redknapp sechs Tage später nochmals Interesse an Sandro kund und der Verein gab nochmals ein Angebot von 14 Millionen Pfund ab.
Am 10. März bestätigte Vitório Piffero den Wechsel zu Tottenham, allerdings erst nach dem Copa Libertadores. Die Ablösesumme wurde auf zehn Millionen Euro geschätzt, wobei der Vertrag noch nicht unterschrieben wurde. Dreizehn Tage später gaben beide Parteien auf ihren Webseiten den Wechsel bekannt und über die Ablösesumme wurde ein Stillverschweigen vereinbart. Dort stand auch, dass Sandro wie schon vom Präsident bestätigt, erst nach Ende der Copa Libertadores, welche am 18. August endete wechseln würde, doch vorab wurde er in England bereits medizinisch durchgecheckt.
Am 26. März gab Tottenham bekannt, dass der Transfer abgeschlossen und Sandro am Ende der Copa Libertadores zum Team stoßen würde. In einem Interview sagte er, sein Wechsel nach England sei ein großer Schritt für ihn und Tottenham sei der ideale Verein um sich Jahr für Jahr weiterzuentwickeln. Am 18. August gewann Sandro mit dem SC Internacional die Copa Libertadores 2010 mit 5:3 nach Hin- und Rückspiel gegen den mexikanischen Klub Deportivo Guadalajara und sollte in der folgenden Woche englischen Boden erreichen. Nachdem er am 29. August immer noch nicht angekommen ist, gaben die „Spurs“ bekannt, dass er in der nächsten Woche in London eintreffen soll. Doch nur drei Tage später war er schon da. Am 21. September absolvierte er bei der 1:4-Niederlage im Carling Cup gegen den Stadtrivalen FC Arsenal sein erstes Spiel. Knapp zwei Wochen später, am 2. Oktober absolvierte er auch sein erstes Premier-League-Spiel beim 2:1-Heimsieg über Aston Villa.
Am 15. Februar 2011 absolvierte er sein erstes Spiel in der UEFA Champions League gegen den 7-fachen Gewinner, den AC Mailand. Beim 0:0-Unentschieden im Rückspiel an der White Hart Lane wurde er zum Spieler des Spiels gewählt. Bis zum 30. April (35. Spieltag) musste er auf sein erstes Tor für Tottenham warten. Gegen den FC Chelsea erzielte er in der 19. Minute ein schönes Volleytor aus 35 Metern Entfernung. Doch am Ende drehte Chelsea das Spiel zu einem 2:1.
Am 1. September 2014 wechselte Sandro zu den Queens Park Rangers. Er unterschrieb beim Aufsteiger einen Dreijahresvertrag bis zum 30. Juni 2017.
Zur Rückrunde der Saison 2016/17 wechselte er zum türkischen Erstligisten Antalyaspor.
Im Januar 2018 wechselte Sandro auf Leihbasis zu Benevento Calcio, im Sommer folgte ein Wechsel zum CFC Genua. Nach einer Leihe zu Udinese Calcio wechselte Sandro Anfang 2020 zurück nach Brasilien zu Goiás EC.

### Nationalmannschaft

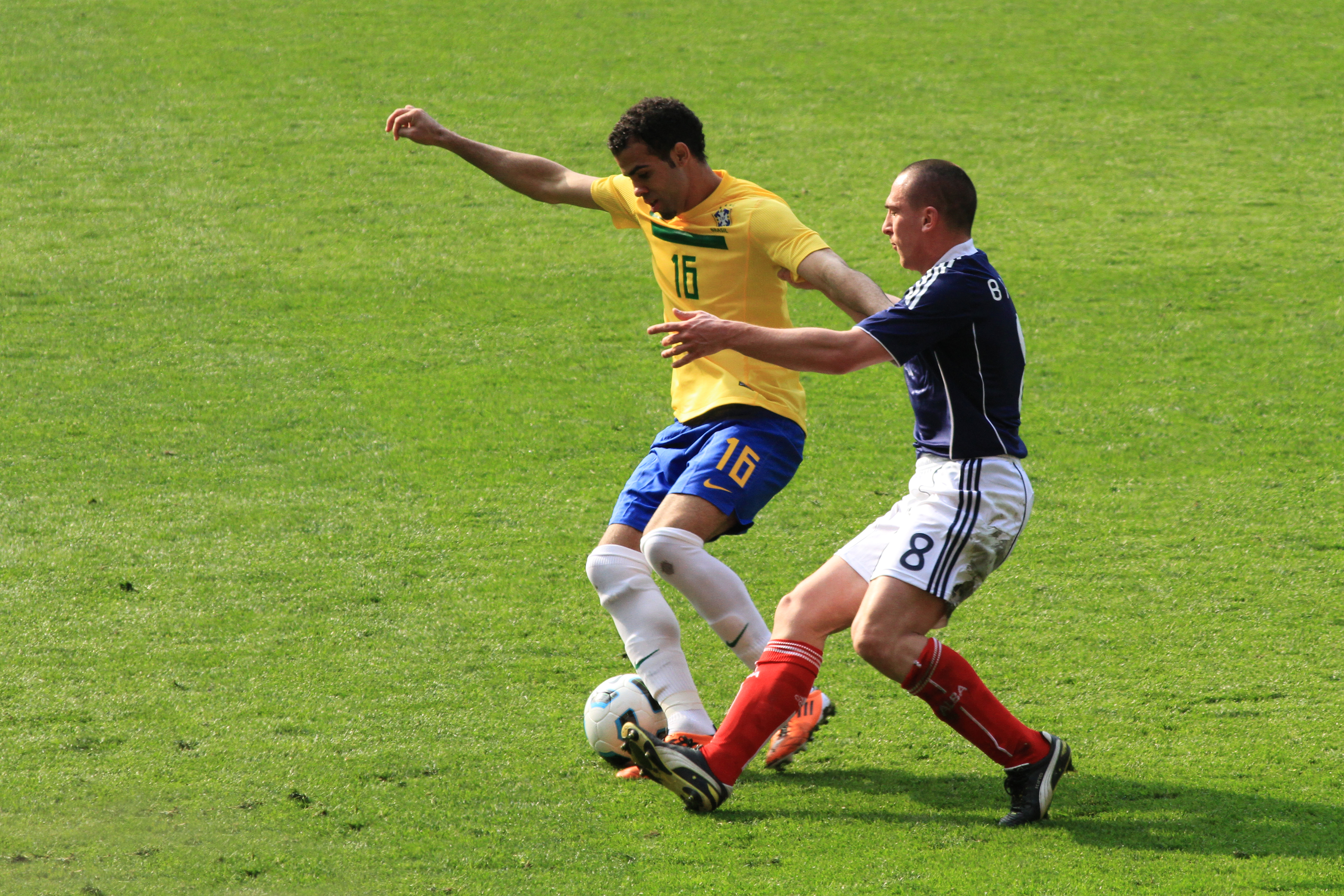
Sandro im Trikot von Brasilien in einem Freundschaftsspiel gegen Schottland

Sandro Raniere spielte in den Jahren 2008 und 2009 für die brasilianische U-20-Nationalmannschaft, die er beim Campeonato Sudamericano Sub-20 2009 als Kapitän anführte. Insgesamt bestritt er beim Campeonato Sub-20 acht Partien, in denen er einen Treffer erzielte. Sein erstes A-Länderspiel absolvierte er am 9. September 2009, als er beim WM-Qualifikationsspiel gegen Chile in der 68. Minute für Júlio Baptista eingewechselt wurde. Bei der Fußball-Weltmeisterschaft 2010 war er einer der sieben Spieler, die durch eine Verletzung eines nominierten Spielers, in den WM-Kader aufgerückt wären. Am 7. Oktober 2010 kam er beim 3:0-Auswärtssieg gegen die iranische Fußballnationalmannschaft zu seinem zweiten Länderspiel. Seither wird der Mittelfeldspieler regelmäßig ins Aufgebot berufen. Im Sommer 2011 wurde er für die Copa América in Argentinien nominiert.
Im Jahr 2012 nahm er mit der Olympiamannschaft an den Olympischen Spielen in London teil, bei denen Brasilien zum ersten Mal die Goldmedaille gewinnen wollte. Im Finale musste sich Brasilien aber mit 1:2 der mexikanischen Mannschaft geschlagen geben. Sandro kam in allen sechs Spielen zum Einsatz und erzielte beim 3:0 gegen Neuseeland das letzte Tor.

## Erfolge
Nationalmannschaft
- Olympisches Fußballturnier: Silbermedaille 2012

SC Internacional
- Staatsmeisterschaft von Rio Grande do Sul: 2008, 2009
- Copa Sudamericana: 2008
- Copa Suruga Bank: 2009
- Copa Libertadores: 2010